# Submission wrestling

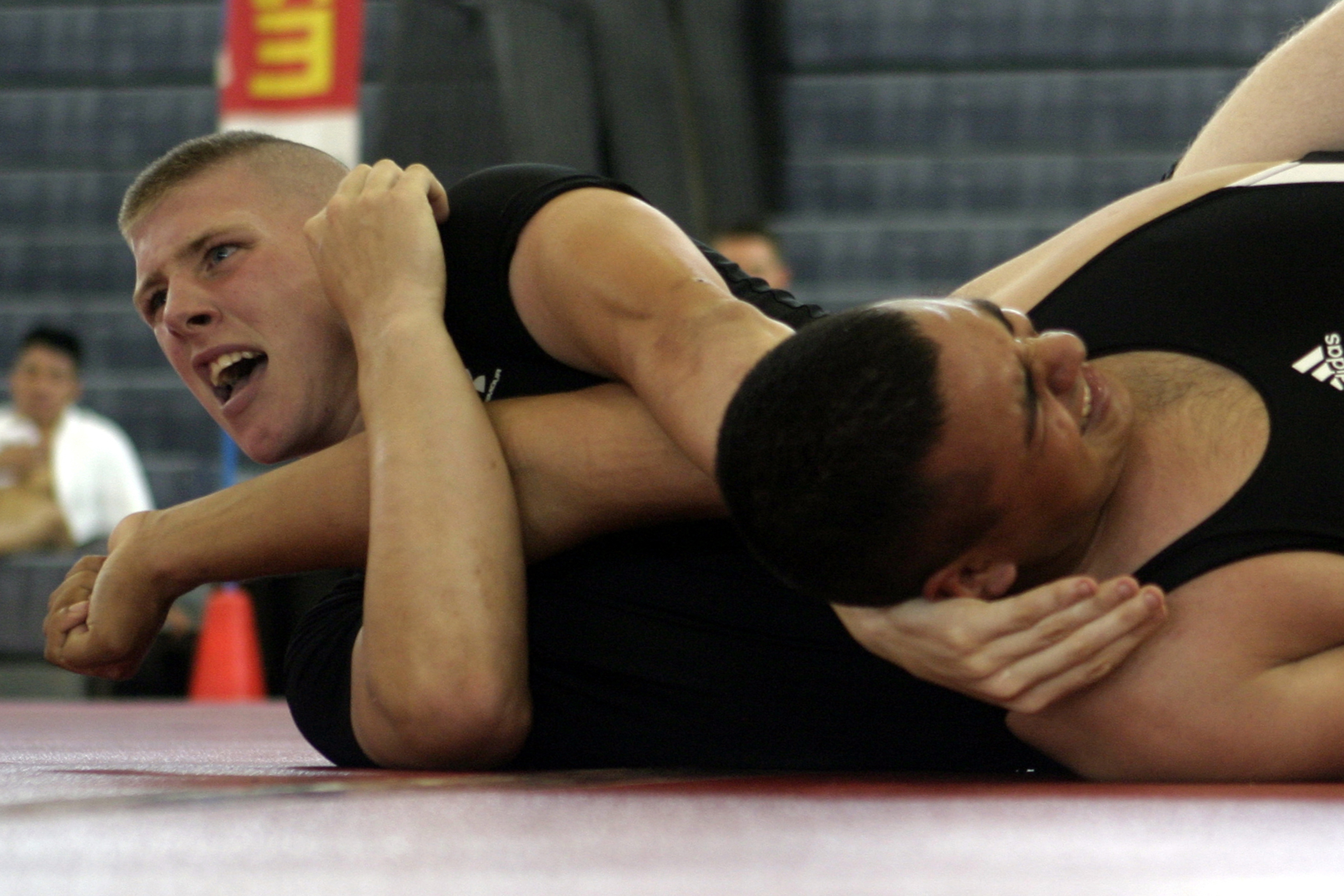
Mark Mullen aplicando um armlock no Ernesto Martinez durante o torneio aberto “Tap Out”

Submission wrestling (lit. luta de submissão) também conhecida como submission fighting, submission grappling, sport grappling ou simplesmente como no-gi, é uma fórmula de competição e um termo geral que descreve o aspecto das artes marciais e dos esportes de combate que se concentram no clinch e na luta no solo, com o objectivo de obter uma submissão usando submission holds. É conhecido como combat wrestling no Japão. O termo "submission wrestling" geralmente se refere apenas à forma de competição e de treino que não usa um "casaco", "gi", ou "quimono de combate", muitas vezes usados com cintos que estabelecem a graduação por cor.
O esporte de submission wrestling reúne técnicas de wrestling tradicional americano (catch-as-catch-can), luta livre esportiva, freestyle wrestling, jiu-jitsu brasileiro, judô e sambo. O submission fighting é um elemento de uma grande variedade de esportes sendo muito comum nas artes marciais mistas, pancrácio, catch wrestling, entre outros. Submission wrestlers ou grapplers costumam usar shorts, e roupas coladas à pele, como lycra, sungas e roupas curtas misturadas para que não sejam arrancadas em combate. 

## Antecedentes
Na Grécia Antiga, o pankration surgiu como um esporte de combate popular por volta do século VII a.C. O pankration combinava técnicas de golpeamento e grappling, incluindo chaves articulares e estrangulamentos, e chegou a fazer parte dos Jogos Olímpicos. No Japão, o jujutsu ganhou destaque no século XVII. O jujutsu focava em usar a energia do oponente contra ele próprio, incluindo técnicas como chaves articulares, quedas e imobilizações.
Jigoro Kano desenvolveu posteriormente o Judô, no final do século XIX, incorporando muitas técnicas de grappling do jujutsu. O Judô influenciou o desenvolvimento de vários estilos de grappling ao redor do mundo, especialmente o jiu-jitsu brasileiro. Outros estilos de submission grappling também surgiram, como o freestyle wrestling e o sambo na União Soviética, que mesclaram elementos do Judô e da luta tradicional. Todas essas artes de grappling contribuíram para o desenvolvimento do submission wrestling.

## Termo genérico
Escolas e lutadores de artes marciais misturadas podem usar o termo "submission wrestling" genericamente para se referir aos seus métodos de grappling, evitando qualquer associação com uma arte marcial específica. Submission wrestling também é por vezes usado para descrever a tática (em competições de MMA) que envolve a utilização de habilidades de submission wrestling para derrotar um oponente.

## Estilos
- Jiu-jitsu brasileiro: um estilo cada vez mais popular, com grande ênfase na luta no solo. Envolve treinamento com e sem quimono.

- Catch wrestling: Também chamado de "Catch-as-Catch-Can", o estilo original de submission wrestling (sem kimono) ensinado nos Estados Unidos e no Reino Unido está tendo um crescimento nos últimos anos.

- Judô: Uma arte marcial japonesa com foco em arremessos de alto impacto, pins, armlocks, e estrangulamentos. Também é um esporte olímpico, e é praticado com o gi, mas por vezes tem sido adaptado para fins de wrestling submissão.

- Jujutsu: uma arte milenar japonesa de wrestling/grappling que coloca uma grande ênfase em joint-locks, estrangulamentos e arremessos. Usa um quimono tradicionalmente, mas o treino sem ele não é incomum.

- Luta livre esportiva: Uma forma de grappling nativo do Brasil sem o uso do quimono.

- Luta livre vale tudo: Uma forma de luta livre (sem restrições), nativa do Brasil com fortes elementos de submission wrestling.

- Pancrácio: Praticado no mundo antigo, combina elementos tanto de boxe (pygme/pygmachia) quanto de wrestling (pále) para criar um grande esporte de combate, similar às atuais artes marciais misturadas.

- Sambo: O estilo russo de grappling que normalmente usa uma jaqueta, mas sem calças kimono. Sambo utiliza leglocks, mas a maioria dos estilos não permitem engasga.

- Shootoo: A arte marcial japonesa que consiste em catch wrestling, judô, jujutsu, sambo e muay thai.
- Combat Submission Wrestling (CSW): Uma forma moderna de wrestling (e sistema de MMA) sem quimono, que utiliza elementos e técnicas do catch wrestling, luta livre, luta greco-romana, judô, shoot wrestling, e sambo. Este estilo tem também um sistema de golpes.
- Shootfighting: A arte marcial japonesa que consiste em Muay Thai e Catch Wrestling.

- Submission arts wrestling (SAW): Estilo de submission criado por Hidetaka Aso.

## Campeonatos mundiais

### Campeões mundiais do ADCC 2007
- Absoluto: Robert Drysdale
- +99 kg: Fabricio Werdum
- -99 kg: Xande Ribeiro
- -88 kg: Demian Maia
- -77 kg: Marcelinho Garcia
- -66 kg: Rani Yahya

### 2007 FILA World Wrestling Games - GRAPPLING
- -125 kg: Jeff Monson
- -92 kg: Malcolm Havens
- -80 kg: Don Ortega
- -70 kg: Ricky Lundell
- -62 kg: Darren Uyenoyama